# Phragmatobia fasciata
Phragmatobia fasciata là một loài bướm đêm thuộc phân họ Arctiinae, họ Erebidae.